# Комітет по фізичній культурі і спорту при РМ УРСР
Комітет по фізичній культурі і спорту при РМ Української РСР — вищий державний орган УРСР в галузі фізичної культури та спорту Української РСР. Утворений у червні 1936 року із Вищої ради фізичної культури при ВУЦВК УСРР. Спершу мав назву Комітет у справах фізкультури і спорту при Раді народних комісарів УРСР. Із 22 квітня 1986 року Комітет по фізичній культурі і спорту при Раді Міністрів УРСР перетворено у Державний комітет УРСР по фізичній культурі і спорту. Існував до липня 1990 року, коли був перетворений на Державний комітет УРСР у справах молоді, фізичної культури і спорту.

## Голови комітету
- Андрєєв Сергій Ілліч (28.06.1936—7.09.1936)
- Коритний Леонід З. (7.09.1936—.06.1937)
- Гейро Еммануїл Борисович (.06.1937—.07.1937)
- Козаков А.П. (.05.1938— .06.1938)
- Антонов П.Ф. (.06.1938— 193.8)
- Бунчук Михайло Федорович (12.1943—12.1948)
- Дегтярьов Іван Леонтійович (12.1948—09.1951)
- Рац Микола Дмитрович (09.1951—03.1957)
- Никонов Л.Г. (03.1957—1962)
- Сокол Володимир Васильович (1962—12.1965)
- Кулик Володимир Васильович (11.1968—12.1973)
- Бака Михайло Макарович (12.1973—07.1990)